# The Furnace Man
The Furnace Man è un cortometraggio muto del 1915 diretto da Joseph Kaufman e prodotto dalla Lubin su un soggetto di Florence Bolles.

## Produzione
Il film fu prodotto dalla Lubin Manufacturing Company.

## Distribuzione
Distribuito dalla General Film Company, il film - un cortometraggio in una bobina - uscì nelle sale statunitensi il 6 febbraio 1915.